# Жук Микола Васильович (економіст)
Микола Васильович Жук (нар. 30 січня 1961 року, с. Михалкове. Сокирянський район, Чернівецька область — 14 червня 2025) — український економіст, доктор економічних наук.

## Життєпис
Микола Жук народився 30 січня 1961 року в придністровському селі Михалкове Сокирянського району Чернівецької області (Україна).
Закінчив Михалківську середню школу, географічний (1985) і економічний (1988) факультети Чернівецького державного університету, де з 1987 року працював на викладацькій роботі.
Від 2002 року — 1-й заступник керівника головного управління організаційно-кадрової політики та взаємодії з регіонами Адміністрації Президента України.
У листопаді 2011 року в зв'язку з реорганізацією (шляхом злиття) Державної академії житлово-комунального господарства та Української академії бізнесу та підприємництва призначений в. о. ректора Державного вищого навчального закладу «Київський університет управління та підприємництва».
Помер 14 червня 2025 року.

## Наукові напрямки
Спеціальність за освітою: географія, планування промисловості. Наукові дослідження: розміщення продуктивних сил і регіональна економіка, економічна географія.
У 2003 році захистив докторську дисертацію за темою «Економічні механізми розвитку експортного потенціалу регіону». У 2004 році присвоєно звання професора на кафедрі географії та мененджменту туризму. Микола Васильович Жук — член-кореспондент Академії економічних наук України, член експертної ради Департаменту атестації кадрів Міністерства освіти і науки, молоді та спорту України.

## Наукові праці
Опублікував понад 70 науково-навчальних робіт, з них -підручники та посібники:
- Комерційна географія України (1996).
- Комерційні відносини України (2000).
- Комерційні відносини України: розвиток експортного потенціалу (2004).
- Комерційні відносини України: організація зовнішньої торгівлі (2004).
- Розміщення продуктивних сил і економіка регіонів України (2004).
- Міжнародні стратегії економічного розвитку (2006).
- Регіональна економіка (2008).

## Відзнаки, нагороди
- Ранг державного службовця: IV, категорія ІІ.
- Медаль «70 лет Вооружённых Сил СССР».
- Орден «За заслуги» ІІІ ступеня.